# Newnham (Warwickshire)
Newnham – przysiółek w Anglii, w Warwickshire. Leży 6,4 km od miasta Stratford-upon-Avon, 13,9 km od miasta Warwick i 141,5 km od Londynu. Newnham jest wspomniana w Domesday Book (1086) jako Neweham.